# SS Murata
SS Murata to sanmaryński klub piłkarski z siedzibą w San Marino. Murata jest trzykrotnym zdobywcą mistrzostwa San Marino (2006, 2007, 2008) oraz trzykrotnym zdobywcą Pucharu San Marino (1997, 2007, 2008). Klub ten występował w eliminacjach do Pucharu UEFA oraz Ligi Mistrzów.

## Historia
Klub SS Murata założony został w 1966 roku. Swój pierwszy tytuł mistrza San Marino klub zdobył w 2006 roku. Klub w 2007 roku był pierwszym klubem z San Marino, który wystąpił w Lidze Mistrzów. Pierwszym rywalem był fiński klub Tampere United. W pierwszym meczu (17 lipca w Tampere) SS Murata przegrał 1:2. Na własnym boisku piłkarze klubu z San Marino przegrali 0:2 i odpadli z turnieju. W lipcu 2008 media obiegła sensacyjna wiadomość, że do zespołu zostaną ściągnięci Romario i Michael Schumacher, jednak obaj odrzucili ofertę klubu.

## Europejskie puchary
Legenda do wszystkich tabel:
- Q – runda eliminacyjna, 1/16, 1/8, 1/4, 1/2 – odpowiednia faza rozgrywek, Grupa – runda grupowa, 1r gr – pierwsza runda grupowa, 2r gr – druga runda grupowa, F – finał, R – runda, PO – play-off
- k. – rzuty karne, los. – losowanie, Dogr. – dogrywka, w. – zasada bramek strzelonych na wyjeździe

| Sezon   | Rozgrywki     | Runda | Klub           | Dom | Wyjazd | Ogólnie |
| ------- | ------------- | ----- | -------------- | --- | ------ | ------- |
| 2006/07 | Puchar UEFA   | 1Q    | APOEL FC       | 0–4 | 1–3    | 1–7     |
| 2007/08 | Liga Mistrzów | 1Q    | Tampere United | 1–2 | 0–2    | 1–4     |
| 2008/09 | Liga Mistrzów | 1Q    | IFK Göteborg   | 0–5 | 0–4    | 0–9     |